# Lista di formati di file
La lista seguente è una raccolta dei formati di file più comuni, in ordine alfanumerico, suddivisi per destinazione d'uso. I singoli formati sono indicati preferibilmente con il loro nome breve se esiste, o con l'estensione più comune a loro associata.

## Formati di archiviazione e compressione
I formati di archiviazione sono formati di file creati allo scopo di consolidare collezioni di file diversi in un unico file (detto archivio) più facilmente manipolabile. Sono strutture dati che per molti aspetti ricordano i file system, con i quali però non devono essere confusi poiché progettati sulla base di presupposti tecnici differenti. Tipicamente gli archivi risultano di dimensione inferiore rispetto alla somma dei file archiviati grazie all'uso di tecniche di compressione dati senza perdita.
- 7Z – formato per archivi compressi implementato originariamente in 7-Zip
- ACE – formato proprietario utilizzato da WinAce
- ARC – uno dei primi formati per archivi compressi, molto utilizzato sulle BBS
- ARJ – uno dei primi formati per archivi compressi multi-volume
- LHA – formato per archivi compressi utilizzato in Giappone
- PAR – formato archivio basato sulla codifica a cancellazione[1]
- RAR – formato proprietario del software WinRAR
- StuffIt – formato proprietario del software StuffIt
- ZIM – formato archivio ottimizzato per materiale wiki
- ZIP – formato per archivi compressi general-purpose, supportato nativamente dalla maggioranza dei sistemi operativi

### Sola archiviazione
- TAR – formato per il consolidamento e l'archiviazione di file e directory, utilizzato originariamente per l'archiviazione su nastro magnetico

### Sola compressione
- BZIP2 – formato basato sull'algoritmo BWT
- GZIP – formato basato sull'algoritmo DEFLATE, utilizzato soprattutto in ambiente *nix
- XZ – formato basato sull'algoritmo LZMA, implementato originariamente dal software XZ

### Pacchetti software
- CAB – formato proprietario Microsoft utilizzato principalmente per la distribuzione di software di sistema per Microsoft Windows
- JAR – formato per archivi compressi eseguibili contenenti software Java

### Immagini disco
Un file immagine (da non confondere con un file grafico) è un file che contiene una copia esatta (o al limite equivalente) dei dati conservati su un qualsiasi supporto di memorizzazione. Il formato di questi file è quindi strettamente dipendente (spesso identico) dal formato dei dati nella memoria di origine. Non è raro che un file immagine possa contenere un intero file system, o che un formato immagine possa a sua volta essere un file system. Di seguito vengono elencati i formati immagine che non ricadono in quest'ultima categoria.
- CSO – formato compresso a licenza libera per immagini di dischi UMD
- MDF – formato proprietario del software Alcohol 120%
- TOAST – formato proprietario del software Roxio Toast
- NRG – formato proprietario del software Nero Burning ROM

## Formati audio
- AAC – formato standard MPEG, successore di MP3
- AC3 – formato per audio multicanale del sistema Dolby Digital, utilizzato in ambito cinematografico e home theater
- AIFF – variante audio del formato IFF sviluppata da Apple
- APE – formato lossless basato sull'algoritmo Monkey
- AMR – formato standard 3GPP a compressione lossy ottimizzato per la codifica della voce, utilizzato in abito telefonico (GSM, UMTS)
- BWF – estensione del formato WAV realizzata dalla UER, utilizzata in produzioni radiofoniche, televisive e cinematografiche
- CDA – formato per la memorizzazione di audio digitale su CD-ROM
- DTS – formato per audio multicanale ad alta fedeltà, utilizzato in ambito cinematografico e home theater
- FLAC – formato libero per la compressione audio lossless
- MIDI – formato di serializzazione associato all'omonimo protocollo di comunicazione per strumenti musicali elettronici, utilizzato indirettamente anche come formato audio
- MOD – formato di distribuzione per musica tracker, utilizzato anche come formato di lavoro da software musicale di tipo Tracker
- MP3 – formato standard MPEG
- Opus – formato lossy sviluppato da IETF per l'utilizzo in applicazioni interattive in tempo reale via Internet
- PCA – formato proprietario Sony[2]
- RA – formato proprietario RealNetworks
- S3M – variante del formato MOD utilizzata dal software Scream Tracker
- SFA – formato proprietario dei software musicali della Sound Foundry[3]
- W64 – formato aperto studiato per superare le limitazioni del formato RIFF/WAVE[4]
- Vorbis – formato libero per la compressione audio lossy
- WAV – formato contenitore per flussi audio derivato da RIFF, tipicamente usato per audio non compresso
- WMA – formato proprietario Microsoft usato dal sistema Windows Media
- XM – variante del formato MOD utilizzata dal software musicale Fast Tracker

## Formati documentali
Un formato documentale è un formato di file per la rappresentazione di documenti digitali. La maggior parte è orientata alla rappresentazione di "documenti da ufficio", ed è implementata dalle suite di software per ufficio.
- formati per documenti da ufficio Microsoft Office (legacy)
  - DOC – documento di testo Microsoft Word 2003
  - PPT – raccolta di diapositive Microsoft PowerPoint 2003
  - XLS – cartella di lavoro Microsoft Excel 2003
- OOXML – formato per documenti da ufficio basato su XML, utilizzato principalmente da Microsoft come base per i formati Office dal 2007 in poi
  - DOCX – documento di testo Microsoft Word 2007
  - PPTX – raccolta di diapositive Microsoft PowerPoint 2007
  - XLSX – cartella di lavoro Microsoft Excel 2007
- ODF – formato libero per documenti da ufficio, usato da LibreOffice
  - ODT – documento di testo OpenDocument
  - ODP – raccolta di diapositive OpenDocument
  - ODS – cartella di lavoro OpenDocument
- HTML – formato standard per la rappresentazione di ipertesti sul Web
- PDF – formato per documenti portabili (sola lettura)
  - PDF/A – formato documentale per l'archiviazione a lungo termine
- RTF – formato per documenti testuali
- TEX – formato per la descrizione tipografica di documenti, usato per pubblicazioni in ambito scientifico e matematico
- TXT – documento di testo semplice (ASCII o Unicode)
- TEI – formato per la rappresentazione di testi digitali machine-readable, orientato alle scienze umane, sociali e linguistiche
- DocBook – formato documentale basato su testo strutturato, orientato alla produzione di libri e altre pubblicazioni di carattere tecnico, spesso di ambito informatico

## Formati grafici
Un formato grafico è un formato di file per la rappresentazione di immagini bidimensionali, o altri oggetti riconducibili a queste tramite processi di rendering (ad esempio modelli 3D).
Nel campo della grafica digitale vengono usati molti formati grafici diversi, perché non esiste un singolo formato che supporti allo stesso modo tutti i possibili flussi di lavoro e tutti i diversi tipi di elementi grafici.

### Grafica raster
Un formato raster o bitmap è un formato per la rappresentazione di immagini digitali in cui l'immagine viene vista come una griglia di punti (pixel), ognuno dei quali è rappresentato numericamente.
- BMP – formato bitmap nativo di Microsoft Windows
- CPD – formato proprietario a compressone senza perdita, basato sul codec JPDP
- DjVu – formato per la distribuzione di raccolte di immagini e scansioni di documenti ad alta risoluzione
- GIF – formato per lo scambio di immagini animate sul web
- GPD – formato proprietario a compressione senza perdita, basato sul codec JPDP
- JPD – formato proprietario a compressione lossy, basato sul codec JPDP
- JPEG – formato fotografico a compressione lossy
- JPEG 2000 – formato a compressione lossy basato su wavelet
- PNG – formato a compressione lossless per lo scambio di immagini via rete, alternativo a GIF
- TGA – formato di output delle schede di acquisizione "Targa"
- TIFF – formato per lo scambio di immagini e metadati correlati tra macchine differenti
- PCX – formato nativo del software Paintbrush di MS-DOS
- PSD – formato proprietario, nativo del software Adobe Photoshop
- WebP – formato aperto per la compressione di immagini per il web

### Grafica vettoriale
Un formato vettoriale è un formato per la rappresentazione di immagini digitali in cui l'immagine viene descritta in termini di primitive geometriche e loro combinazioni. Effettivamente un file di grafica vettoriale contiene le istruzioni per disegnare un'immagine da zero.
- AI – formato proprietario del software Adobe Illustrator
- ANI – formato basato su RIFF per la definizione di icone e cursori animati sul sistema Microsoft Windows
- CDR – formato proprietario del software CorelDRAW
- EPS – formato basato su PostScript
- PICT – formato nativo (legacy) di macOS
- SVG – formato aperto basato su XML, molto usato sul web

### Grafica 3D
Un formato di grafica 3D è un formato di file che riprende i principi di base dei formati vettoriali, associandoli a tecniche matematiche peculiari, al fine di permettere la rappresentazione e la ricostruzione grafica di oggetti tridimensionali. Le metodologie di rappresentazione sono varie e ne derivano altrettanti formati di file.
- FLT – formato aperto usato dai software di simulazione visuale 3D real-time
- OBJ – formato aperto per lo scambio di modelli 3D, basato sulla descrizione dei vertici e delle texture

### Grafica tecnica, CAD, CAM
Formati CAD
- DWG – formato proprietario del software AutoCAD
- DXF – formato aperto per lo scambio di disegni CAD
- DGN – formato usato dal software MicroStation[5][6]
- DWF – formato aperto per lo scambio di disegni CAD[7]
- EDRW – formato proprietario per la condivisione di disegni SolidWorks 2D[8]
- IGES – formato aperto per lo scambio di dati tra sistemi CAD
- SAT – formato di archiviazione per il software di modellazione geometrica ACIS

Formati CAE e CAM
- 3MF – formato per la stampa 3D basato su XML, alternativo a STL
- AMF – formato standard ISO per lo scambio di dati tra applicazioni CAD e CAM[9]
- IAM – formato proprietario del software Autodesk Inventor
- PLY – formato per la rappresentazione di oggetti poligonali, usato nella stampa 3D
- PLA – formato contenitore per progetti ArchiCAD e dati correlati[10]
- PLN – formato di progetto ArchiCAD[11]
- PLT – formato per la stampa via plotter di disegni AutoCAD[12]
- STEP – formato standard ISO per l'interscambio di informazioni all'interno di sistemi informativi aziendali orientati all'ingegneria
- STL – formato standard de-facto per la rappresentazione di oggetti 3D destinati alla stampa

Altri formati tecnici
- CMB, CMF – dati cartografici in formato CML
- DDS – formato contenitore per dati grafici utilizzato da DirectX[13]
- SHP – formato per la descrizione di modelli geografici

## Formati multimediali
Un formato multimediale (tecnicamente un formato contenitore) è un formato di file che può contenere dati di tipo eterogeneo, ognuno dei quali codificato tramite un codec ad-hoc. Si distinguono dai più generali formati archivio per la particolare attenzione posta all'integrazione tra contenitore e contenuti, di particolare rilevanza nell'abito multimedia. Un formato multimediale tipicamente aggrega dati video, audio, immagine, sottotitoli, raccolte di metadati e molto altro.
- 3GP – formato multimediale ottimizzato per dispositivi mobili e il trasferimento via MMS
- ASF – formato proprietario Microsoft ottimizzato per lo streaming via rete
- AVI – formato A/V proprietario, nativo del sistema operativo Microsoft Windows
- DivX – formato proprietario ad alto rateo di compressione, basato su MPEG-4
- FLA – formato contenitore proprietario del software Adobe Flash[15]
- FLV – formato video proprietario del software Adobe Flash
- SFW – formato proprietario per contenuti interattivi del software Adobe Flash
- MPEG – famiglia di formati standard ISO per la diffusione di contenuti multimediali
  - MP4 – formato MPEG ottimizzato per flussi multimediali su rete e DRM
- OGG – formato contenitore generico a licenza libera
- WMV – famiglia di formati proprietari Microsoft per la piattaforma Windows Media
- MOV – formato proprietario Apple associato al sistema QuickTime
- MKV – formato contenitore generico estensibile a licenza libera
  - WebM – sottoinsieme (profilo) del formato Matroska, caratterizzato da video VP8 e audio Vorbis
- RealMedia – formato proprietario sviluppato dalla RealNetworks per accompagnare i propri codec proprietari
- VOB – formato contenitore per contenuti multimediali destinati alla scrittura su DVD
- Xvid – formato libero derivato da una variante open source di DivX

## Formati di testo strutturato
Un formato di testo strutturato, in contrapposizione ai formati di testo libero o testo semplice, è un formato di file composto da stringhe di testo ASCII o Unicode arraggiate in un ordine predefinito.
- CSV – formato di interscambio per dati tabulati
- CUE – formato di descrizione per metadati relativi a CD Audio e DVD Audio
- INF – formato per la descrizione di metadati di pacchetti software, utilizzato principalmente in Microsoft Windows
- INI – formato informale per la deserializzazione di strutture dati in forma human-friendly
- JSON – formato per lo scambio di dati generici
- XML – formato generico per documenti strutturati secondo uno schema XML

## Altri formati
- AN* – famiglia di formati per la descrizione di listini di prodotti commerciali a standard ANGAISA[16]
- CLASS – classe Java in formato bytecode
- NC – formato per lo scambio di dati scientifici orientato alle serie[17][18]
- PE – formato di file eseguibile
- P7M – documento firmato digitalmente